# Olympiques de Gatineau
Die Olympiques de Gatineau (englisch Gatineau Olympiques) sind eine kanadische Eishockeymannschaft der Ligue de hockey junior majeur du Québec (LHJMQ) mit Heimat in Gatineau. Die Mannschaft besteht seit 1973, damals noch als die Hull Festivals, später als Hull Olympiques und trägt ihre Heimspiele in der Robert Guertin Arena aus.

## Geschichte
Die Mannschaft wurde in den 1960er Jahren unter dem Namen Castors de Hull als Mitglied der Central Junior A Hockey League gegründet. Später wurde der Name in Hawks de Hull geändert. Nachdem der Club in die zweite Leistungsstufe der Central Junior A Hockey League abgestiegen war, gelang es ihr am 24. April 1973 die Lizenz für ein Franchise in der Ligue de hockey junior majeur du Québec erteilt zu bekommen. Bereits 1970 war die Namensänderung in Festivals de Hull erfolgt. Anlässlich der Olympischen Sommerspiele 1976 in Montréal erhielt der Club den Namen Olympiques de Hull. Im Jahr 2002 wurde die kanadische Stadt Hull nach Gatineau eingemeindet und so wurde aus den Hull Olympiques die Gatineau Olympiques.
Seit Mitte der 1980er Jahre gehören die Olympiques zu den erfolgreichsten Franchises der LHJMQ. Sie konnten insgesamt sieben Mal die LHJMQ-Meisterschaft, die Coupe du Président, gewinnen. Dies gelang zuletzt 2008. Der größte Erfolg der Olympiques war der Sieg im Memorial Cup, der Meisterschaft der Canadian Hockey League, in der Saison 1996/97.

## Logos

Logo von 1976 bis 1987
Logo von 1987 bis 1995
Logo von 1995 bis 2002
Logo in der Saison 2002/03
Logo von 2003 bis 2011
Aktuelles Logo seit 2011

## Bekannte ehemalige Spieler
- Gregor Baumgartner
- Martin Biron
- Sébastien Bordeleau
- Benoît Brunet
- Paul Byron
- Jim Campbell
- Éric Dazé
- Nicolas Deslauriers
- Benoît Doucet
- Christian Dubé
- Gerrit Fauser
- Jiří Fischer
- Martin Gélinas
- Claude Giroux
- Aleš Hemský
- Mike Hoffman
- Doug Honegger
- David Krejčí
- John LeBlanc
- Nicolas Meloche
- Jean-Gabriel Pageau
- Stephane Richer
- Luc Robitaille
- Jeremy Roenick
- Cam Russell
- Michael Ryder
- Glen Sharpley
- Walentin Sykow
- José Théodore
- Brent Tremblay
- Jakow Trenin
- Pascal Trépanier
- Sylvain Turgeon
- Alain Vigneault
- Radim Vrbata

## Gesperrte Nummern
- 15 Luc Robitaille
- 16 Sam Lang
- 33 José Théodore
- 77 Guy Rouleau